# Vid (Star Trek: Voyager)
„Vid” (titlu original: „The Void”) este al 14-lea episod din al șaptelea sezon (și ultimul) al serialului TV american științifico-fantastic Star Trek: Voyager și al 161-lea episod în total. A avut premiera la 14 februarie 2001 pe canalul UPN.

## Prezentare
USS Voyager este atrasă într-un spațiu vid, unde navele prizoniere se atacă reciproc pentru a face rost de hrană și resurse.

## Actori ocazionali
- Robin Sachs - Valen
- Paul Willson - Loquar
- Scott Lawrence - Garon
- Jonathan Del Arco - Fantome
- Michael Shamus Wiles - Bosaal

## Primire
În 2016, Gizmodo a clasat "The Void" pe locul 29 în lista celor mai bune 100 de episoade TV ale francizei Star Trek. În 2011, Gizmodo l-a clasat pe locul 9 în lista lor cu cele mai bune 10 episoade TV ale francizei Star Trek